# Royal Football Club Wetteren
Maillots
Actualités
Dernière mise à jour : 16 décembre 2024.
Le RFC Wetteren est un club de football belge basé à Wetteren. Le club est affilié à l'URBSFA sous le matricule 95 et ses couleurs sont le vert, le rouge et le blanc. Wetteren évolue dans les divisions nationales. Le club actuel est le résultat d'une fusion en 2015 entre le RRC Wetteren-Kwatrecht et le Standaard Wetteren..

## Historique
- 1920 : 20/04/1920 Fondation de RACING CLUB WETTEREN. Le club s'affilia rapidement à l'URBSFA et débuta la compétition à l'automne 1920.
- 1926 : RACING CLUB WETTEREN accéda pour la première fois aux séries nationales. Cette première expérience ne dura qu'une saison.
- 1926 : RACING CLUB WETTEREN se vit attribuer le matricule 95. Ce matricule "à seulement 2 chiffres" pourrait signifier que le RC Wetteren est la reconstitution/réactivation d'un club yant existé et arrêté ses activités. Mais rien n'est moins sûr.
- 1951 : 04/07/1951, RACING CLUB WETTEREN (matricule 95) fut reconnu Société Royale et prit le nom de ROYAL RACING CLUB WETTEREN (matricule 95). Le terme "Royal" ne fut jamais traduit.
- 1968 : Premier officiel derby en compétition (P1) entre ROYAL RACING CLUB WETTEREN et STANDAARD WETTEREN.
- 1978 : ROYAL RACING CLUB WETTEREN fut relégué en séries provinciales. Il n'apparut plus (à ce jour) en "nationale".
- 2003 : 01/07/2003, ROYAL RACING CLUB WETTEREN (matricule 95) fusionna avec SPORTKRING KWATRECHT (matricule 8764) pour former ROYAL RACING CLUB WETTEREN-KWATRECHT (matricule 95).
- 2015 : 01/07/2015, ROYAL RACING CLUB WETTEREN (matricule 95) change de nom pour s'appeler le ROYAL FOOTBALL CLUB WETTEREN (matricule 95).

## Personnalités
- Albert Cluytens entraîna le R. RC Wetteren peu avant sa fusion avec le SK Kwatrecht.

## Résultats dans les divisions nationales
Statistiques mises à jour le 23 mars 2023 (terme de la saison 2022-2023)

### Bilan
| Niv | Divisions     | Jouées | Titres | TM Up | TM Down |
| --- | ------------- | ------ | ------ | ----- | ------- |
| I   | 1re nationale | 0      | 0      |       |         |
| II  | 2e nationale  | 0      | 0      |       |         |
| III | 3e nationale  | 10     | 0      |       |         |
| IV  | 4e nationale  | 11     | 0      |       | 1       |
| V   | 5e nationale  | 4      | 0      | 3     |         |
|     |               |        |        |       |         |
|     | TOTAUX        | 25     | 0      | 3     | 1       |

- TM Up : test-match pour départager des égalités, ou toutes formes de Barrages ou de Tour final pour une montée éventuelle.
- TM Down : test-match pour départager des égalités, ou toutes formes de Barrages ou de Tour final pour le maintien.

### Classements saison par saison
| Ordre                             | Saison  | Nom du club              | Niveau                         | Classement final | Remarques                                 |
| --------------------------------- | ------- | ------------------------ | ------------------------------ | ---------------- | ----------------------------------------- |
| 1                                 | 1927-28 | RC Wetteren              | Promotion (D3) série A         | 13e/14           | Relégué                                   |
| séries régionales                 |         |                          |                                |                  |                                           |
| 2                                 | 1929-30 | RC Wetteren              | Promotion (D3) série A         | 8e/14            |                                           |
| 3                                 | 1930-31 | RC Wetteren              | Promotion (D3) série A         | 10e/14           |                                           |
| 4                                 | 1931-32 | RC Wetteren              | Promotion (D3) série A         | 6e/14            |                                           |
| 5                                 | 1932-33 | RC Wetteren              | Promotion (D3) série B         | 8e/14            |                                           |
| 6                                 | 1933-34 | RC Wetteren              | Promotion (D3) série A         | 3e/14            |                                           |
| 7                                 | 1934-35 | RC Wetteren              | Promotion (D3) série A         | 2e/14            | [ saisons 1 ]                             |
| 8                                 | 1935-36 | RC Wetteren              | Promotion (D3) série D         | 9e/14            |                                           |
| 9                                 | 1936-37 | RC Wetteren              | Promotion (D3) série D         | 9e/14            |                                           |
| 10                                | 1937-38 | RC Wetteren              | Promotion (D3) série D         | 12e/14           | Relégué                                   |
| séries régionales et provinciales |         |                          |                                |                  |                                           |
| 11                                | 1973-74 | RC Wetteren              | Promotion série C              | 6e/16            |                                           |
| 12                                | 1974-75 | RC Wetteren              | Promotion série A              | 11e/16           |                                           |
| 12                                | 1975-76 | RC Wetteren              | Promotion série A              | 6e/16            |                                           |
| 14                                | 1976-77 | RC Wetteren              | Promotion série B              | 5e/16            |                                           |
| 15                                | 1977-78 | RC Wetteren              | Promotion série C              | 14e/16           | Relégué                                   |
| séries provinciales               |         |                          |                                |                  |                                           |
| 16                                | 2013-14 | R. RC Wetteren-Kwatrecht | Promotion série B              | 12e/16           |                                           |
| 17                                | 2014-15 | R. RC Wetteren-Kwatrecht | Promotion série B              | 13e/16           | Barragiste !                              |
| 18                                | 2015-16 | R. FC Wetteren           | Promotion série A              | 11e/16           | Relégué !                                 |
| 19                                | 2016-17 | R. FC Wetteren           | Division 3 Amateur VFV série A | 2e/16            | Tour final !                              |
| 20                                | 2017-18 | R. FC Wetteren           | Division 3 Amateur VFV série A | 5e/16            | Tour final !                              |
| 21                                | 2018-19 | R. FC Wetteren           | Division 3 Amateur VFV série A | 2e/16            | Tour final !                              |
| 22                                | 2019-20 | R. FC Wetteren           | Division 3 Amateur VFV série A | 4e/16            | Repêché et Promu !                        |
| 23                                | 2020-21 | R. FC Wetteren           | Nationale 2 VV série A         | N/A              | saison annulée en raison du Covid-19      |
| 24                                | 2021-22 | R. FC Wetteren           | Nationale 2 VV série A         | 14e/16           | Victoire lors du tour final de relégation |
| 25                                | 2022-23 | R. FC Wetteren           | Nationale 2 VV série A         | 16e/18           | Victoire lors du tour final de relégation |
| 26                                | 2023-24 | R. FC Wetteren           | Nationale 2 VV série A         | ... /18          |                                           |